# Eberhard Bavarski
Eberhard, bavarski vojvoda (937-938). *?,  † ?, pripadnik dinastije Liutpoldincev. 
Eberhard je bil sin bavarskega vojvode Arnulfa, ki je svojemu sinu leta 933 ali 934 zagotoviti oblast v Lombardiji ali vsaj na področju Verone, a pri tem ni bil uspešen. Potem je Arnulf Eberharda imenoval za naslednika na vojvodskem položaju v bavarskem regnumu. Po Arnulfovi smrti je Eberhard tudi zares postal bavarski vojvoda. Toda zaradi neznanega razloga je padel v nemilost pri nemškem  kralju Otonu I.  in je moral pred kraljem pobegniti v tujino. Nemški kralj je na bavarski prestol pripeljal Eberhardovega strica Bertolda  (vladal 938-947)